# 대한민국 형사소송법 제231조
대한민국 형사소송법 제231조는 수인의 고소권자에 대한 형사소송법의 조문이다.

## 조문
제231조(수인의 고소권자) 고소할 수 있는 자가 수인인 경우에는 1인의 기간의 해태는 타인의 고소에 영향이 없다.

## 참고 문헌
- 손동권 신이철, 새로운 형사소송법(초판, 2013), 세창, 2013. ISBN 9788984114081